# Las Trancas (Chile)
Las Trancas es una localidad de montaña ubicada en la comuna de Pinto, provincia de Diguillín, en la Región de Ñuble, Chile. Es considerada un área turística dado a su cercanía con el Complejo Volcánico Nevados de Chillán, las Termas de Chillán, el centro de esquí Nevados de Chillán, el Valle de Shangri-La, la Laguna del Huemul y la Cueva de Los Pincheira, además de ser parte del Corredor biológico Nevados de Chillán - Laguna del Laja y de los servicios que ofrece respecto a deportes de invierno, deportes de montaña, alojamiento.
Inicialmente fue constituido como una finca en el fundo homónimo en el cual descansaban los viajeros con destino a las termas, a través del antiguo camino que bordeaba el Río Renegado.Tomó gran auge desde mediados de los años ochenta, cuando fue loteado por su propietario, Emilio Chamorro Rodríguez, a empresarios interesados en construir refugios con moderna tecnología para disfrutar de la nieve y los deportes invernales, lo que la convirtió en una típica localidad cordillerana para turismo de élite que ahora ofrece servicios todo el año.